# コドリ渓谷
コドリ渓谷（コドリけいこく、グルジア語: კოდორის ხეობა、グルジア語ラテン翻字: Kodoris Kheoba、アブハズ語: Кәыдырҭа、アブハズ語ラテン翻字: Kwydyrta、ロシア語: Кодорское ущелье）は、ジョージアのアブハジア自治共和国北東部にある渓谷。
この渓谷の上流部にはスヴァン人が住んでおり、1993年以降のアブハジア地域の中で唯一、ジョージア中央政府が直接統治した地域である。2006年からはこの地域を公式で「上アブハジア」と呼んでいる。2008年8月にロシア軍とアブハジア共和国軍が侵攻し、コドリ渓谷上流を占領した（コドリ渓谷の戦い）。

## 概要

上アブハジアとコドリ渓谷の地図

コドリ渓谷は、アブハジア北東部にあるコドリ川の上流にあり、ジョージア本国との行政境界線から約30キロメートル離れている。海岸沿いに位置するアブハジア自治共和国の首都スフミとは約65キロメートルの距離がある。標高は1,300メートルから3,984メートルの範囲にあり、針葉樹の山林から雪景色まで、多様な景観が見られる。
気候は高山性で、冬季は積雪する。年間降水量は1,600ミリメートルから2,000ミリメートル超。（1月：120ミリメートル、4月：160ミリメートル、7月：180ミリメートル、10月：160ミリメートル）。1年のうち30日以上は大雨を観測する。積雪日数は約180日。月平均気温は1月が摂氏氷点下3度、4月が摂氏3度、7月が摂氏14度、10月が摂氏5度で、月平均最高気温は7月が摂氏28度である。
コドリ渓谷の高地にはラタ、オマリシャラ、ゼモ・アジャラなどの村がある。行政的には2008年8月まで、事実上の上アブハジアの一部であったが、アブハジア共和国はこれらの村々についてグルリプシ地区の一部であると主張している。2002年のジョージアの国勢調査によると、上アブハジアの当時のジョージアの支配地域の人口は1,956人で、うちジョージア人（スヴァン人）は1,912人であった。
2011年のコドリ渓谷上流の人口は196人であり、大部分がジョージア人（スヴァン人）であった。ロシアの通信社スプートニクによると、2020年のアジャラには約100人が住んでおり、主に養蜂と畜産に従事していた。またアジャラの住民はアブハジア共和国のパスポートを保持していなかったと報じた。

## 歴史

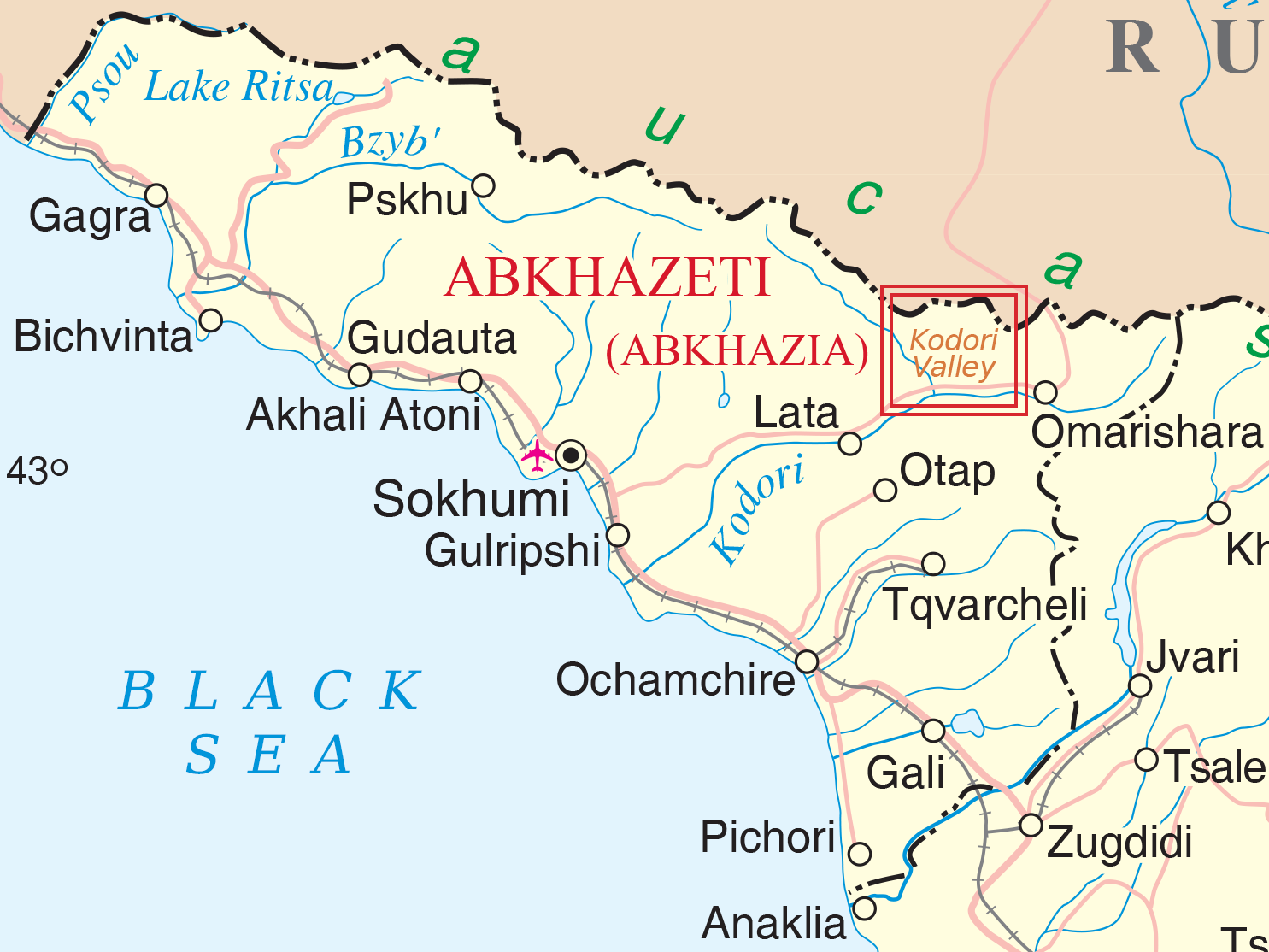
アブハジアにおけるコドリ渓谷上流の位置を示した地図

アブハジアは1810年から1864年まで段階的にロシア帝国に併合されていったが、それ以前はアブハジアの歴史的な地域であるダリとツェベルダがコドリ渓谷の大部分を占めていた。これらコドリ渓谷上流部のコミュニティは、当時アブハジア公国を統治していたシェルヴァシゼ家の中央権力から独立状態にあった。1866年のリフニ蜂起の結果、ロシア帝国は虐殺を強め、この土地に暮らしていたアブハズ人の多くがオスマン帝国に逃れた。過疎化したツェベルダは特別な「入植地管理者」の下に置かれた。コドリ渓谷下流部にはアルメニア人、ジョージア人（メグレル人）、ロシア人が居住し、上流域（ラタよりも上流）にはスヴァン人が居住した。

### 現代史
アブハジア紛争中の1994年3月24日から25日にかけて、ラタの村がアブハジア共和国の軍によって占領された。1994年5月に締結されたモスクワ合意によると、コドリ渓谷上流はアブハジア共和国当局の支配下から除外され、停戦ラインはラタ村の北東に引かれた。アブハジア紛争停戦後のアブハジアにおいて、ジョージア人が居住する地域は、ガリ地区と、このコドリ渓谷上流の2地域となった。
国際連合は監視団を派遣していたが、1994年7月に安保理決議937を採択し、コドリ渓谷での活動に次の2任務を与えた。
1. アブハジアとの境界線における、コドリ渓谷から撤退するジョージアの軍隊の監視。
2. コドリ渓谷の定期的な巡回

その後、コドリ渓谷での実際の軍事活動はなかったものの、いくつかの危険な事象が発生した。
- 人質: コドリ渓谷にて、国連監視団を巻き込んだ人質事件3件が発生（1999年10月、2000年6月、2000年12月）。いずれも人質は釈放された。
- ヘリコプターへの攻撃: 2001年10月8日、コドリ渓谷上空にて国連監視団のヘリコプターが何者かに撃墜され、乗員9人全員が死亡した。
- 2001年コドリ渓谷危機: 2001年秋、ルスラン・ゲラエフ（ロシア語版）指揮官率いるチェチェン共和国の戦闘機集団がジョージア側からコドリ渓谷に侵入し、ジョージアとアブハジアの関係が再び大きく燃え上がる事態となった。ロシア空軍は戦闘員に対して空爆を実施し、地元当局によると住民の約15パーセントが家を追われ、トビリシで難民認定を求めた。この地域はアブハジアと国連から注視されていたが、ジョージアは軍を派遣して対応した[7]。チェチェン軍は最終的に、ロシア軍とアブハジア共和国軍に敗北した。
- ロシア軍の立ち入り: 2002年4月2日、ジョージアとアブハジア共和国はコドリ渓谷の非軍事化協定に署名した。UNOMIGが監視するジョージア軍350人の撤退は4月10日に完了した。4月12日朝、ロシア陸軍100人が平和維持活動の委任を受けずにコドリ渓谷に入った。ロシア陸軍は間もなくジョージア国防省の軍に包囲された。ジョージアのエドゥアルド・シェワルナゼ大統領が事態収拾のためコドリに向かったことで、武力衝突の可能性は防がれた。アブハジア紛争に関わる国連代表もロシアの行動を非難した。4月14日、ロシア軍はコドリ渓谷を離れた。
- 2006年コドリ渓谷危機（英語版）: 2006年7月、地元の民兵指導者エムザル・クヴィツィアニ（英語版）がジョージアに反旗を翻した。ジョージア政府は内務省特殊部隊をコドリ渓谷に派遣し、事態を収束させた。この地域の治安とジョージアの支配権が回復したことで、ジョージアの大統領はトビリシに拠点を置いていたアブハジア亡命政府に対し、政府の臨時行政センターをコドリ渓谷に移転するよう要望した。そしてジョージア政府は新たな政治機構がスムーズに進められるよう、コドリ渓谷のインフラを整備するプロジェクトを開始した。またジョージアは国連監視団に対し、アブハジア分離主義勢力が支配するコドリ渓谷下流についても上流と同様の監視をするよう求めたが、ロシアの平和維持軍が監視活動に加わることは拒否した。その後、ジョージアはロシアの平和維持軍が監視に参加することを許可した。
- 国連監視団とロシア平和維持軍が2006年10月12日に実施した合同パトロールにて、コドリ渓谷上流にジョージア内務省職員550人が駐在していることを発見した。パトロールチームは、同地域に対しては陸軍部隊の派遣を禁じた1994年のモスクワ合意（英語版）があるが、内務省職員の駐在はこれに違反するものではないとの見解を示した。国連監視団は10月13日、コドリ渓谷に迫撃砲と対空砲が存在することも判明したと発表した。ジョージア側は、これらの火砲は7月末に行われた作戦で地元民兵グループから押収したものであると説明した[8]。
- コドリ渓谷ヘリコプター爆撃事件（英語版）: 2007年3月11日夜、3機の戦闘ヘリコプターMi-24がアブハジア自治共和国政府の臨時本部として機能していたチハルタ村を空爆した。政府本部は被害を受けたが、負傷者はいなかった。ジョージアは、この攻撃をロシアが行ったとして非難した。ロシアは攻撃の実行について公式に否定したが、ロシア当局者はこれがジョージアにとって「非常に明確なシグナル」になったと発言した[9]。
- ボフンジャラ事件（英語版）: ジョージア内務省は2007年9月20日、新しい道路の建設が進行中のジョージア支配地域に侵入しようとしたアブハジア共和国の武装集団と武力衝突が発生したと報告した。この結果、アブハジア共和国の民兵2名が死亡、1名が負傷し、6名がジョージアの警察部隊に拘束された[10]。この事件の以前、アブハジア共和国のセルゲイ・バガプシュ大統領は「事実上の当局は、コドリ渓谷上流の支配権を獲得するための措置を講じる権利を、常に保持している」と警告していた[11]。また同日、ロシア平和維持軍とアブハジア共和国の国境警備隊が武力衝突し、2名が死亡した[12]。
- 2008年南オセチア紛争: 紛争開始直後、アブハジア共和国軍はジョージア軍をコドリ渓谷上流から追い出すことを宣言し、コドリ渓谷上流への砲撃を開始した[13]。ジョージアの情報筋によると、ロシア軍機がコドリ渓谷のジョージア支配地域を攻撃した[14]。アブハジア共和国当局は国連監視団に対して「安全上の理由」で撤退を要請し、国連監視団はコドリ渓谷から撤退した[15]。2008年8月12日、アブハジア共和国軍は、ジョージアが支配していたコドリ渓谷の大部分を制圧し、支配権を獲得した[12]。